# 亞美尼亞禮

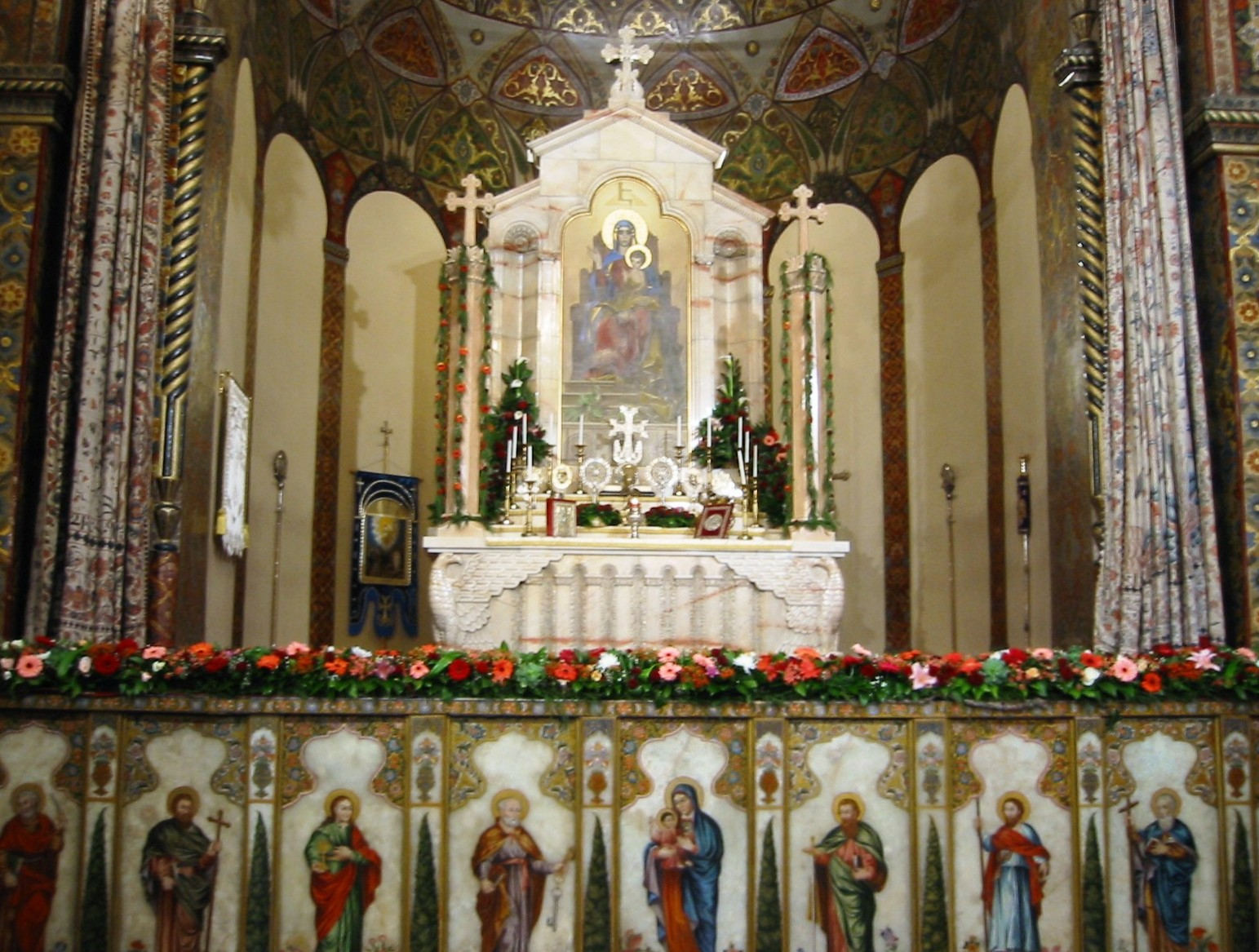
亞美尼亞禮祭壇

亞美尼亞禮（英語：Armenian Rite）是一個獨立的東方禮中的禮拜儀式係統。現在，主要使用此禮儀傳統的有亞美尼亞使徒教會、亞美尼亞禮天主教會及格魯吉亞拜占庭禮天主教徒。

## 歷史
此禮儀是始創於公元三世紀的亞美尼亞使徒教會創建者及亞美尼亞第一位聖徒聖啟蒙者額我略。因在公元451年的迦克墩公會議後，由於倡導基督的人性已經融入神性中的一性派，有異於支持基督神性與人性並存的主流教會，因此而分離的教會團體，他們也被亞美尼亞王國奉為國教。直至王國不存，亞美尼亞使徒教會依然保有自己的聖統制度。所以，此禮儀並沒有受其他禮儀所影響。禮儀是獨立於其他東方禮禮儀。

## 簡介
由於從早期使徒時代的影響，亞美尼亞禮的教堂通常是缺乏圖標的，並有帷幕隱藏在禮儀時的神父和祭壇，

## 外部連結
- 天主教新詞典：亞美尼亞禮